# Rustkammeret
Rustkammeret er et militærhistorisk museum i Trondheim, Norge. Det ligger i Ærkebispegården ved siden af Nidarosdomen og har fokus på hærens og hjemmeværnets historie i Trøndelag, men udstiller militærhistorie fra vikingetiden, op igennem middelalderen og frem til den tyske besættelse af Norge under 2. verdenskrig.
Museet er underlagt Forsvarsmuseet i Oslo og har gratis adgang.
Rustkammeret kan føres tilbage til den historiske våbensal i østhuset i 1836 og er et af de ældste museer i Norge. I 1932 åbnede Rustkammeret officielt som museum. Fra 2008 er museet organiseret af Forsvarets Avdeling for Kultur og Tradisjon (FAKT).

## Galleri
- Bergkanon M/1848
- Ehrhardt 7,5 cm model 1901
- Madsen maskingevær